# Melitaea seminigra
Melitaea seminigra är en fjärilsart som beskrevs av Percival Allen Huntercombe Muschamp 1905. Melitaea seminigra ingår i släktet Melitaea och familjen praktfjärilar. Inga underarter finns listade i Catalogue of Life.